# 2018年2月中國大陸

## 2月1日
- 中共中央总书记习近平在钓鱼台国宾馆会见来华进行正式访问的英国首相特雷莎·梅[1][2][3][4]。
- 2018年全国春运启动，铁路部门预计发送旅客3.9亿人次[5]。

## 2月2日
- 视频弹幕网站“A站”AcFun服务器突然关闭，网站和APP均无法正常访问，引发外界关注[6]。服务后于2月12日恢复。
- 彭博社報道當局考慮在海南省開放博彩業，解決目前面臨的財政赤字和債務危機[7]。
- 中国首颗电磁监测试验人造地球卫星“张衡一号”于甘肃省酒泉卫星发射中心由长征二号丁运载火箭发射升空[8]。

## 2月3日
- 中共中央、国务院发布今年一号文件《关于实施乡村振兴战略的意见》，罕有提到“加大对非法宗教活动和境外渗透活动打击力度”，引发外界关注[9]。

## 2月5日
- 昆明市区西侧的昆楚高速公路碧鸡关路段在早晨6时许因路面结冰引发严重交通意外，先后发生14宗车祸，涉及53辆车相撞，造成三人轻伤送院，有4名驾乘者在意外过后攀越桥梁到对向车道时不幸坠落身亡[10][11]。

## 2月7日
- 德国汽车厂商梅赛德斯-奔驰在Instagram上发布一则引用西藏流亡政府精神领袖第十四世达赖喇嘛言论的广告后，遭到中国网民强烈反对，后自行删帖并道歉[12][13]。
- 佛山市禅城区季华西路地铁2号线绿岛湖至湖涌盾构区间工地地面出现坍塌，造成8人死亡，3人失联[14]。

## 2月9日
- 杭州市中级人民法院对杭州保姆纵火案进行一审宣判，被告人莫焕晶被判死刑且终身剥夺政治权利[15]。

## 2月12日
- 河北省廊坊市永清县于18时31分发生里氏4.3级地震（速报为4.4级），震源深度20公里[16]。北京市所有行政区有明显震感（晃动持续约2秒）[17]。暂无伤亡报告，部分铁路线短时停运巡检[18]。
- 微博11日起被多個營銷號和共青團中央轉載一聲稱在德国的中国留学生遭遇“撒旦教”纸条人身威胁的消息，事件引发众多网友和多方关注[19]。当事人后称系恶作剧[20][21]。

## 2月13日
- 孙政才涉嫌受贿一案，由最高人民检察院侦查终结，经依法指定管辖，移送天津市人民检察院第一分院审查起诉，由第一分院向天津市第一中级人民法院提起公诉[22]。
- 中共中央宣传部原副部长、中央网信办原主任鲁炜因严重违纪，被开除中国共产党党籍和公职。[23]

## 2月14日
- 国家卫生和计划生育委员会通报，在2月10至14日江苏常州市溧阳市一名68岁女子确诊一宗人類感染甲型禽流感H7N4個案，留医3星期后出院。這是為全球首宗人類感染甲型禽流感H7N4個案。[24]

## 2月15日
- 2018年中国中央电视台春节联欢晚会在北京中央电视台一号演播大厅、海南三亚国际邮轮港、广东珠海港珠澳大桥及长隆海洋王国、山东泰安泰山封禅大典景区和贵州黔东南肇兴侗寨同步举行。
- 陕西汉中发生一起血亲复仇致三人死亡的刑事案件，受到广泛关注。

## 2月17日
- 大昭寺建筑内部发生火灾，照片傳開隨即被刪除，官媒通報只作七十多字的交代，情况未明。[25]

## 2月20日
- 江西省赣州市宁都县319国道一辆普通中型客车冲出路外，翻入深约10米的深沟，9人当场死亡，1人经抢救无效死亡。该客车核载19人，当时载32人，超载13人。[26]

## 2月23日
- 上海市人民检察院第一分院对安邦保险前董事长吴小晖集资诈骗、职务侵占案向上海市第一中级人民法院提起公诉[27]，同时中国保监会决定自本日起接管安邦集团实施接管，为期一年[28]。

## 2月24日
- 浙江省教育厅出台《关于在小学施行早上推迟上学工作的指导意见》，称各地各小学可根据年段与季节等等的因素灵活调整上学时间，其中，要求小学一二年级学生早上最迟到校时间不得早于早上8点，立足点是“促进学生健康成长”，脑科学研究表明正处于生长发育时期的小学生，睡饱和吃好对这一阶段孩子的大脑发育至关重要。此实施尚属全国首例[29]。

## 2月25日
- 中国共产党中央委员会修宪建议向社会公布，其中删除中华人民共和国主席和副主席“连任不得超过两届”的说法引起了社会关注[30]。现任领导人习近平的中共中央总书记和中央军委主席职务本身已经没有任期限制，删除国家主席连任限制，意味他可以成为终身领导人。

## 2月26日
- 中共十九届三中全会于2月26日至28日在北京举行[31][32]，会议讨论向全国人大推荐的国家机构领导人选建议名单，以及向全国政协推荐的领导人选建议名单，并决定深化党和国家机构改革，强化党的领导全覆盖[33]。
- 最高人民檢察院日前印發《人民檢察院強制醫療決定程序監督工作規定》，堅決防止和糾正犯罪嫌疑人「假冒精神病人」逃脫法律制裁和一般民眾「被精神病」而錯誤強制醫療[34]。